# Kovki
Kovki est une localité située dans la commune de Mbiame ayant pour département Bui au Nord-Ouest du Cameroun. 

## Population
La population de Kovki était estimée à 792 habitants, dont 413 hommes et 379 femmes, lors du recensement de 2005. 
Une étude locale de 2012 a estimé la population à 1 096 personnes.

## Éducation
Kovki possède une école publique d'enseignement primaire .

## Réseau routier
En 2012, la route traversant Kovki était en mauvais état.